# Corien Wortmann-Kool

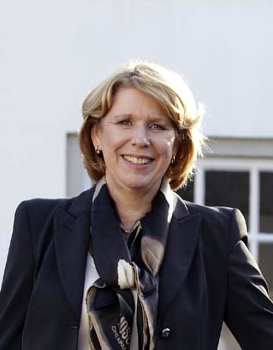
Corien Wortmann

Corien Wortmann-Kool (n. 27 iunie 1959, Oud-Alblas⁠(d), Molenwaard⁠(d), Olanda de Sud, Țările de Jos) este un om politic neerlandez, membru al Parlamentului European în perioada 2004-2009 din partea Țărilor de Jos.
1. ↑  Deputații în Parlamentul European